# Монополистическая конкуренция в международной торговле
Монополистические модели конкуренции используются в рамках несовершенной конкуренции в международной экономике. Эта модель является производной модели монополистической конкуренции, которая является частью базовой экономики. Здесь он ориентирован на международную торговлю.

## Настройка модели
Монополии часто не встречаются на практике, тем более обычным рыночным форматом является олигополия: несколько фирм, каждая из которых достаточно велика, чтобы изменить их цены которые повлияют на цену других фирм, но ни одна из них не имела неоспоримой монополии. При взгляде на олигополии возникает проблема взаимозависимости. Взаимозависимость означает, что фирмы при установлении своих цен рассмотрят влияние этой цены на действия как потребителей, так и конкурентов. Со своей стороны, конкуренты будут учитывать их ожидания от реакции фирмы на любые действия, которые они могут предпринять взамен. Таким образом, существует сложная игра с каждой стороны, которая «пытается угадать стратегии друг друга». Модель монополистического конкурса используется, потому что ее простота позволяет рассматривать один тип олигополии, избегая при этом вопроса взаимозависимости.

## Преимущества модели
Привлекательность этой модели — это не ее близость к реальному миру, а простота. Наибольшая часть этой модели заключается в том, что она показывает нам преимущества торговли, обусловленные эффектами масштаба.

## Предположения модели
- 1. Предполагается, что каждая фирма сможет отличить свой продукт от своих конкурентов. Хорошим примером здесь являются автомобили; они очень разные, но в прямой конкуренции друг с другом. Это означает, что будет некоторая лояльность клиентов, что позволяет обеспечить некоторую гибкость для перехода на более высокую цену. Другими словами, не все клиенты фирмы переходили бы на другие продукты, если бы фирма повышала свои цены.
- 2. Эта модель отвергает вопрос взаимозависимости, когда фирма устанавливает свою цену. Фирма будет действовать так, как если бы это была монополия относительно цены, которую она устанавливает, не учитывая потенциальных ответов от своих конкурентов. Обоснование заключается в том, что на рынке существует множество фирм, поэтому каждый из них получает мало внимания от других.

### Образование модели
- Промышленность, состоящая из ряда фирм, каждая из которых производит дифференцированные продукты. Фирмы являются монополистами для своей продукции, но зависят от количества доступных альтернатив и цены этих альтернатив. Таким образом, каждая фирма в отрасли сталкивается со спросом, вызванным ценой и распространенностью альтернатив.
- В целом мы ожидаем, что продажи фирмы увеличат общий спрос на весь продукт в целом. И наоборот, мы ожидаем, что фирма будет продавать меньше, если в отрасли будет значительное число фирм и / или чем выше цена фирмы по отношению к конкурентам. Уравнение спроса для такой фирмы будет:

Q = S x [1/n — b x (P — P)]
- «Q» = продажи фирмы. «S» — это общий объем продаж отрасли. «n» — количество фирм в отрасли, «b» — это постоянный термин, отражающий отзывчивость продаж фирмы к ее цене. «P» — это цена, взимаемая самой фирмой. «P» — средняя цена, взимаемая ее конкурентами.
- Концепция этой модели:
- Если все фирмы взимают одну и ту же цену, их доля на рынке будет равна 1 / n. Фирмы, взимающие больше, получают меньше, фирмы, взимающие меньше, получают больше.
- (Примечание) Предположим, что более низкие цены не приведут новых потребителей на рынок. В этой модели потребители могут получены только за счет других фирм. Это упрощает ситуацию, позволяя сосредоточиться на конкуренции между фирмами, а также позволяет предположить, что если S представляет размер рынка, а фирмы взимают ту же цену, рыночная доля каждой фирмы будет равна S / n.